# Circo Flaminio

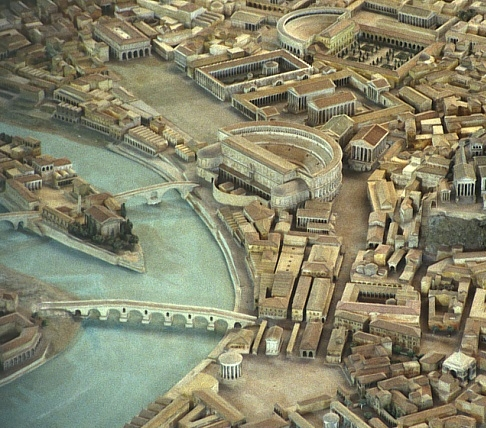
El Circo Flaminio en la parte superior izquierda. Maqueta de Italo Gismondi, Museo de la Civilización Romana

El Circo Flaminio (en latín: Circus Flaminius) era una amplia explanada que pudo haber sido utilizada como circo y que estaba situada al sur del Campo de Marte, en Roma. A partir de la segunda mitad del siglo II a. C. esta zona, calificada como in Circo por los escritores antiguos, fue progresivamente urbanizada con edificios monumentales, construyéndose alrededor del área numerosos santuarios y pórticos que se orientaron con la misma dirección que el circo.

## Localización
El término Circus Flaminius se presta a numerosas interpretaciones según el contexto en el que se utilice en los textos antiguos. En un sentido estricto, puede designar el circo romano que habría sido construido por Cayo Flaminio a finales del siglo III a. C., aunque también se utiliza para definir una zona más amplia que comprendía numerosos monumentos y correspondía a la zona meridional del Campo de Marte (Campus Martius). En consecuencia, la precisión in Circo que acompañaba a la localización de ciertos edificios por los autores antiguos, principalmente a partir de la época augusta, no significaría que estos estuviesen integrados en el circo romano o construidos en su emplazamiento, sino que estarían situados en los alrededores; es decir, que el circo serviría como punto de referencia topográfico. En el siglo IV, toda la Regio IX fue denominada Circus Flaminius en las regionarias de Roma, pero no es cierto que esta región tuviera ya este nombre desde su creación en la época de Augusto.
Hasta 1960, el Circo Flaminio se identificaba erróneamente con los restos del Teatro de Balbo y su pórtico. Esta localización fue puesta en duda tras un estudio de los fragmentos de la Forma Urbis, un mapa en mármol de la Antigua Roma perteneciente a la época de la dinastía Severa. Parece ser que la placa con la inscripción CIR[CUS] FLAMI[NIUS], situada hasta entonces al sudeste del Largo di Torre Argentina, correspondía a los fragmentos donde aparecían los pórticos de Filipo y de Octavia, lo cual no dejaba ninguna duda sobre la localización exacta del circo. Este se situaría en la zona meridional del Campo de Marte comprendida entre el teatro de Marcelo al este, la piazza Cairolli y la Via Arenula al oeste, la Via del Portico di Ottavia al norte y el Tíber al sur. (ver plano) Esta nueva localización cuestionaba la de todos los demás templos y pórticos calificados como in Circo o in Campo.

## Historia

### Prata Flaminia
El Circo Flaminio podría haber sido en origen una simple muralla circular que delimitara la extensión del Campo de Marte arcaico, es decir, la parte de la llanura situada al oeste del curso de agua Petronia Amnis, conocida bajo el nombre de Prata Flaminia. El origen de este nombre es incierto y está sujeto a debate. Es posible que estas tierras hubiesen pertenecido a los Flamines, quienes posteriormente las habrían revendido y convertido en ager publicus. Según otra hipótesis, una pequeña porción del Campo de Marte meridional pudo haberse cedido a un miembro de la gens Flaminia, como en el caso de las prata Mucia donadas a Cayo Mucio Escévola o las prata Quinctia donadas a Lucio Quincio Cincinato, ambas pertenecientes a las tierras públicas de la llanura vaticana (ager vaticanus).

### Época de la República
Entre 223 a. C. y 220 a. C., Cayo Flaminio, constructor de la Vía Flaminia, varias veces cónsul y censor en 220 a. C., hizo erigir un circo en la zona meridional del Campo de Marte, en las tierras del ager publicus que llevaban el nombre de su familia (Prata Flaminia). En este lugar se comenzaron a celebrar carreras de carros y pronto fue asociado con las actividades de la plebe. Cayo Flaminio pudo haber construido el monumento para conmemorar su victoria contra los ínsubres en 223 a. C., aprovechando el botín reunido (ex manubisis), o durante su censura (ex pecunia censoria).
A partir de entonces, el circo ocupó un lugar importante en la vida pública, aunque tuviese unas dimensiones más modestas que el Circo Máximo. Acogía los concilios de la plebe y se convirtió en el punto de partida de los cortejos triunfales. También tenían lugar en este emplazamiento los Juegos Plebeyos (Ludi Plebeii), que se hicieron oficiales y anuales a partir de 216 a. C., pero que podrían haberse celebrado en los prata Flaminia desde 449 a. C. El Circo Flaminio podría haber sido la reconstrucción monumental de un circo provisional dispuesto para la celebración de los Ludi Plebeii desde su creación.

### Época del Imperio
Al inicio del Imperio romano, el Circo Flaminio perdió su función exclusiva como circo y fue utilizado también como plaza y posteriormente como mercado (macellum). Sin embargo, fue mencionado frecuentemente hasta la mitad del siglo II. En 9 a. C., se recitaron en él las oraciones fúnebres en honor del difunto Druso.Augusto permaneció a la espera de celebrar un triunfo, con la prohibición de entrar en la ciudad hasta que no hubiese finalizado la pompa Triumphalis. Poco tiempo después, en 2 a. C., con motivo de la consagración del templo de Marte Ultor, Augusto ordenó llenar parcialmente de agua el circo para un espectáculo donde fueron sacrificados 36 cocodrilos. Durante su mandato, Vespasiano lo utilizó para una procesión triunfal. En 145, el circo fue de nuevo el lugar donde se festejaron los ludi Taurei, unos juegos quinquenales que solo se podían celebrar fuera de las murallas de la ciudad dado que estaban dedicados a las divinidades del infierno. A lo largo del siglo IV, Polemio Silvio indicaba siempre la existencia de dos circos en Roma, el Máximo y el Flaminio («circi  duo,  Maximus  et Flaminius»).

## Descripción

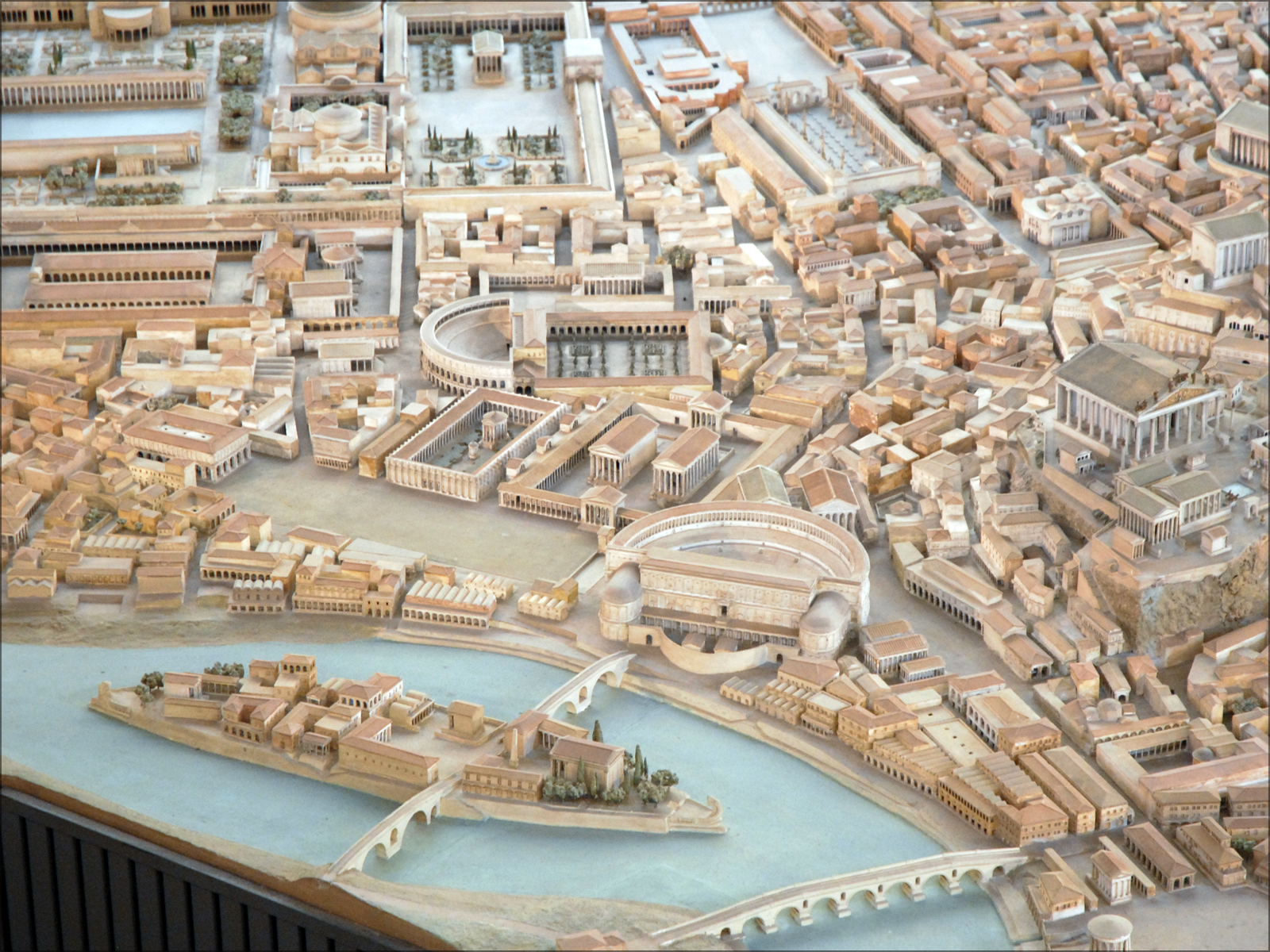
El Circo Flaminio y sus edificios adyacentes. Maqueta de Italo Gismondi realizada entre 1933 y 1937. Escala 1/250. Museo de la Civilización Romana.

En el mapa Forma Urbis, el Circo Flaminio se correspondía con un área rectangular libre de edificaciones, de 70 metros de anchura y unos 250 metros de longitud, que se extendía desde el templo de Marte hasta la zona donde se ubicó posteriormente el teatro de Marcelo. No se ha identificado ningún elemento específico de la arquitectura de los circos romanos, lo cual lleva a pensar que el edificio fue demolido, parcial o totalmente, entre el final de la República y la época Severa. Pero el derribo de una construcción de tales dimensiones habría dejado sin duda huellas en las fuentes literarias y epigráficas dado su tamaño. Según otra hipótesis, el circo no habría sido construido de forma permanente, sino de acuerdo con las necesidades. De esta forma, aunque aún fuese utilizado en los ludi Taurei de 145, podría haber sido desmontado y no aparecer en el plano de mármol menos de cincuenta años más tarde. De acuerdo con esta hipótesis se trataría de una estructura de madera similar al anfiteatro de Nerón. El circo tendría así la forma de una gran plaza de contornos ligeramente redondeados y libre de construcciones, para poder erigir un edificio que se adaptase a cualquier tipo de espectáculo, como las carreras de carros. La explanada se utilizaría como espacio para actividades comerciales, al igual que un foro. En ocasiones, entre dos acontecimientos periódicos, el lugar sería ocupado por comerciantes y banqueros. Según Vitruvio, el circo tenía también un reloj solar, un elemento que se encontraba con más frecuencia en las zonas comerciales romanas que en los edificios dedicados al ocio.

### Orientación
La orientación del circo y de los edificios cercanos, construidos según un eje noroeste-sureste, se desvía unos 30 grados con respecto a otros monumentos del Campo de Marte. Los templos cuya construcción fue anterior a la del circo, como el templo de Neptuno y los templos de Apolo Médico y de Belona, siguen la dirección de un eje norte-sur. Según el arqueólogo italiano Filippo Coarelli, la razón de esta disposición es que el circo estaba construido a lo largo de una antigua via triumphalis, delimitada por columnas y que conectaba el Tarentum, el extremo occidental del Campo de Marte, con el Forum Boarium a través de la porta Triumphalis. De acuerdo con otra hipótesis, el circo estaba construido siguiendo el mismo eje que los edificios de los Navalia, el puerto militar de Roma. Parece ser que las carceres se hallaban al lado del templo de Marte, mientras que en el extremo curvo del sudeste (summus circus) se ubicaba el teatro de Marcelo, como en el caso del Circo Máximo o el circo de Varo.

### Monumentosin Circo
A partir del siglo I a. C. y durante todo el Imperio, se construyeron en los alrededores del lugar toda una serie de edificios, pórticos, teatros y once templos, como conmemoración de una victoria militar, reforzando la relación entre el circo y la celebración de los triunfos. Los más destacados fueron el pórtico de Octavia, el pórtico de Filipo, el teatro de Marcelo y el templo de Cástor y Pólux. La plaza se convirtió en el elemento central del conjunto y determinó la orientación de toda la zona, paralela al Tíber. Algunos monumentos invadieron parcialmente el espacio del Circo Flaminio, como el templo de los Dioscuros in Circo, aunque es posible que se integraran en las gradas, de forma similar a los santuarios del Circo Máximo.

## Plano
| Planimetría del Campo de Marte meridional |
| --- |
| Tíber Navalia Circo Flaminio Teatro de Marcelo T. de Diana T. de la Piedad T. de Jano T. de Juno T. de Spes Templo de Belona Templo de Apolo Sosiano Templo de Júpiter Estátor Templo de Juno Regina Pórtico de Octavia Pórtico de Filipo T. de Hércules Pórtico de Octavio Teatro de Balbo Cripta Balbi Pórtico de Minucius T. de las Ninfas Diribitorium T. de Juturna T. de la Fortuna T. de Feronia T. de los Lares Permarini Curia de Pompeyo Pórtico de Pompeyo Teatro de Pompeyo Templo de Venus Victrix Templo de Marte Santuario de Hércules Magnus Custos Templo de Cástor y Pólux Puente Fabricio Isla Tiberina Porticus Maximae T. de Neptuno Divorum Villa Pública Hecatostylum T. de la Fortuna ecuestre Anfiteatro de Estatilio Tauro (?) |

### Obras generales
- Coarelli, Filippo (1998). Guide archéologique de Rome (en francés). Hachette. ISBN 2012354289.
- Coarelli, Filippo (2007). Rome and environs. An archaeological guide (en inglés). University of California Press. pp. 555. ISBN 978-0-520-07961-8.
- Coarelli, Filippo (1997). Il Campo Marzio. Dalle origini alla fine della Repubblica (en italiano). Roma: Quasar.
- Claridge, Amanda (2010). Rome. An Oxford Archaeological Guide (en inglés). Oxford University Press. ISBN 9780199546831.

### Obras sobre el circo y los alrededores
- Gatti, G. (1960). «Dove erano situati il teatro di Balbo e il circo Flaminio». Capitolium (en italiano) XXXV (7).
- Zevi, F. (1976). «L’identificazione del tempio di Marte in circo e altre osservazioni». L’Italie préromaine et la Rome républicaine. Mélanges offerts à J. Heurgon. Collection de l’École française de Rome (en italiano) (Roma) 2: 387-410.
- Wiseman, T. P. (1974). «Circus Flaminius». PBSR (en inglés) XLII.
- Wiseman, T. P. (1976). «Two questions on the Circus Flaminius». PBSR (en inglés): 44-47.
- Petruccioli, Guido (2000). «The Circus Flaminius in Rome (MPhil Thesis)». British School at Rome (en inglés).
- Petruccioli, Guido (2008). «Circus Flaminius». Digital Augustan Rome (en inglés). Archivado desde el original el 13 de marzo de 2017. Consultado el 18 de abril de 2017.
- Rodriguez Almeida, Emilio (1992). «Diversi problemi connessi con la lastra n. 37 della Forma Vrbis Marmorea e con la topografia in Circo e in Campo». RPAA (en italiano) (64): 3-26.